# Things
Things is een nummer van Bobby Darin uit 1962. De versie van Darin haalde de derde plek van de hitlijsten in de VS en de tweede plek in het Verenigd Koninkrijk. Darin heeft het nummer ook geschreven.
Het nummer werd gecoverd door Dean Martin. Martin zong het lied tevens samen met Nancy Sinatra in de tv-special Movin' With Nancy.
Er verschenen tientallen covers van artiesten, waaronder van Dean Martin in 1963, nogmaals in een duet met Nancy Sinatra in 1967, van Bobby Vee in 1965,  Anne Murray in 1976 en Jerry Lee Lewis in 1995